# يسرائيل شلومو بن مئير
الحاخام الدكتور يسرائيل شلومو بن مئير (بالعبرية: ישראל שלמה בן-מאיר) سابقًا روزنبرغ (13 أغسطس 1910 – 4 أبريل 1971) كان عضو كنيست ونائب وزير الداخلية في الحكومات الإسرائيلية.

## نشأة
ولد بن مئير في عام 1910 في وارسو في الإمبراطورية الروسية (بولندا اليوم) باسم يسرائيل شلومو روزنبرغ. انتقل في شبابه إلى الولايات المتحدة، ودرس هناك في يشيفا الحاخام يتسحاق إلحنان، وجامعة يشيفا وجامعة نيويورك. تم اعتماده كحاخام وحصل على دكتوراه في القانون.
في الأعوام 1937–1941 كان عضوًا في مجلس إدارة الصندوق القومي اليهودي "كيرن كييمت ليسرائيل" والصندوق التأسيسي "كيرن هييسود" في الولايات المتحدة. حتى عام 1940 كان يعمل محاميًا في نيويورك، ومن ذلك العام حتى عام 1950 شغل منصب حاخام مجتمع هارتفورد في ولاية كونيتيكت.
كان ناشطًا في الحركة المزراحية في الولايات المتحدة، وكان عضوًا في اللجنة التنفيذية لرابطة الحاخامات في الولايات المتحدة وكندا.
هاجر إلى إسرائيل عام 1950، وفي العام نفسه شغل منصب الرئيس العالمي للحركة المزراحية.